# Loweriella
Loweriella – monotypowy rodzaj mrówek należący do podrodziny Dolichoderinae. Obejmuje jeden opisany gatunek: Loweriella boltoni Shattuck, 1992. Występuje tylko w malezyjskim Sarawaku.